# Tocane-Saint-Apre
Tocane-Saint-Apre är en kommun i departementet Dordogne i regionen Nouvelle-Aquitaine i sydvästra Frankrike. Kommunen ligger i kantonen Montagrier som tillhör arrondissementet Périgueux. År 2022 hade Tocane-Saint-Apre 1 757 invånare.

## Befolkningsutveckling
Antalet invånare i kommunen Tocane-Saint-Apre
Referens:INSEE